# Цехановецкий, Станислав Павлович
Станислав Павлович Цехановецкий (1853 — после 1916) — российский дипломат, действительный статский советник (с 25.3.1912).
Родился 18 (30) декабря 1853 года.
Учился в Николаевском кавалерийском училище и 23 сентября 1874 году начал службу в 4-м уланском полку, откуда по прошению был уволен 29 октября 1876 года.
В марте 1881 года был принят на службу в Министерство иностранных дел чиновником сверх штата в Департамент внутренних сношений; 23 сентября 1882 года был назначен исполнять должность секретаря и драгомана в Сир.
С 14 июля 1893 г. — российский консул в Кадисе; с 24 мая 1903 г. — генеральный консул. В 1907 году (11 июня) он был назначен генеральным консулом в Марселе.
Был уволен из ведомства по прошению 18 августа 1916 года.
Был награждён российским орденом Св. Анны 2-й степени (1907) и иностранными орденами: черногорским орденом кн. Даниила I 4-й степени (1888), греческим орденом Спасителя (1889), сербским орденом Таковского креста 4-й степени (1889), французского ордена Камбоджи офицерский крест (1890), кавалерским крестом баденского ордена Церингенского льва (1891), португальским орденом зачатия Богоматери (командорский крест со звездой, 1900), испанским орденом Изабеллы Католической (командорский крест, 1910).